# Wuppertaler Sport-Verein 2010-2011
Questa voce raccoglie le informazioni riguardanti il Wuppertaler Sport-Verein nelle competizioni ufficiali della stagione 2010-2011.

## Stagione
Nella stagione 2010-2011 il Wuppertal, allenato da Michael Dämgen, concluse il campionato di Regionalliga ovest all'8º posto.

## Rosa
| N. |                     | Ruolo | Calciatore          |
| -- | ------------------- | ----- | ------------------- |
| 1  | Germania (bandiera) | P     | Sascha Samulewicz   |
| 2  | Germania (bandiera) | C     | Björn Weikl         |
| 3  | Germania (bandiera) | D     | Lukas van den Bergh |
| 5  | Germania (bandiera) | D     | Stefan Lorenz       |
| 6  | Germania (bandiera) | D     | Waldemar Schattner  |
| 7  | Germania (bandiera) | C     | Jan-Phillip Hammes  |
| 8  | Germania (bandiera) | A     | Erhan Zent          |
| 9  | Albania (bandiera)  | A     | Bekim Kastrati      |
| 10 | Italia (bandiera)   | A     | Silvio Pagano       |
| 11 | Germania (bandiera) | A     | Jérôme Assauer      |
| 12 | Germania (bandiera) | P     | Bastian Sube        |
| 13 | Germania (bandiera) | C     | Rachid El Hammouchi |
| 14 | Germania (bandiera) | C     | Michael Holt        |
| 15 | Germania (bandiera) | C     | Marcel Großkreutz   |

| N. |                                 | Ruolo | Calciatore        |
| -- | ------------------------------- | ----- | ----------------- |
| 16 | Belgio (bandiera)               | C     | Tom Moosmayer     |
| 17 | Turchia (bandiera)              | C     | Adem Cabuk        |
| 18 | Germania (bandiera)             | C     | Markus Heppke     |
| 20 | Bosnia ed Erzegovina (bandiera) | A     | Milko Trisic      |
| 21 | Germania (bandiera)             | A     | Benedikt Schröder |
| 22 | Germania (bandiera)             | C     | Dominik Ernst     |
| 23 | Germania (bandiera)             | D     | Sebastian Zinke   |
| 24 | Germania (bandiera)             | D     | Babacar M'Bengue  |
| 25 | Germania (bandiera)             | P     | Kevin Rauhut      |
| 31 | Germania (bandiera)             | D     | Felix Haas        |
| 35 | Germania (bandiera)             | D     | Alper Tosun       |
| 42 | Germania (bandiera)             | A     | Daniel Keita-Ruel |
|    | Germania (bandiera)             | P     | Daniel Grün       |
|    | Turchia (bandiera)              | D     | Devrim Kalaycı    |

## Organigramma societario
Area tecnica
- Allenatore: Michael Dämgen
- Allenatore in seconda: Thomas Richter
- Preparatore dei portieri:
- Preparatori atletici:
- Analisi video:

## Calciomercato

### Sessione estiva
| Acquisti | Acquisti            | Acquisti                | Acquisti |
| R.       | Nome                | da                      | Modalità |
| -------- | ------------------- | ----------------------- | -------- |
| A        | Jérôme Assauer      | Preußen Münster         |          |
| C        | Dominik Ernst       | Erkenschwick            |          |
| C        | Marcel Großkreutz   | Borussia Dortmund II    |          |
| P        | Daniel Grün         | VfL Rheinbach           |          |
| D        | Felix Haas          | F. Düsseldorf II        |          |
| C        | Jan-Phillip Hammes  | Bonner                  |          |
| C        | Markus Heppke       | RW Oberhausen           |          |
| C        | Michael Holt        | Holstein Kiel           |          |
| A        | Bekim Kastrati      | Bonner                  |          |
| C        | Tom Moosmayer       | Kickers Offenbach       |          |
| A        | Silvio Pagano       | Sportfreunde Lotte      |          |
| P        | Kevin Rauhut        | Homberg                 |          |
| D        | Waldemar Schattner  | Alemannia Aquisgrana II |          |
| A        | Milko Trisic        | Schalke 04 II           |          |
| D        | Lukas van den Bergh | F. Düsseldorf II        |          |
| A        | Erhan Zent          | F. Düsseldorf II        |          |
| D        | Sebastian Zinke     | Rot-Weiss Essen         |          |

| Cessioni | Cessioni        | Cessioni          | Cessioni |
| R.       | Nome            | a                 | Modalità |
| -------- | --------------- | ----------------- | -------- |
| C        | Salih Altın     | Eskişehirspor     |          |
| C        | Ken Asaeda      | Hessen Kassel     |          |
| A        | Tobias Damm     | Hessen Kassel     |          |
| A        | Romas Dressler  | Chemnitz          |          |
| C        | Karsten Fischer | Holstein Kiel     |          |
| A        | Andrès Formento | Jahn Ratisbona    |          |
| D        | Bahadir Incilli | Schalke 04 II     |          |
| D        | Davide Leikauf  | F. Düsseldorf II  |          |
| D        | Massimo Martino | FC Luxemburg City |          |
| C        | Steve Müller    | Holstein Kiel     |          |
| D        | Marco Neppe     | Wehen Wiesbaden   |          |
| D        | Mario Neunaber  | Hessen Kassel     |          |
| C        | Marko Nikolić   | TuRU Düsseldorf   |          |
| C        | Mitja Schäfer   | Fortuna Colonia   |          |
| C        | Karoj Sindi     | Homberg           |          |
| D        | Michael Stickel | Sandhausen        |          |
| A        | Burak Uca       | Göztepe           |          |

### Sessione invernale
| Acquisti | Acquisti | Acquisti | Acquisti |
| R.       | Nome     | da       | Modalità |
| -------- | -------- | -------- | -------- |

| Cessioni | Cessioni           | Cessioni     | Cessioni |
| R.       | Nome               | a            | Modalità |
| -------- | ------------------ | ------------ | -------- |
| P        | Patrick Nettekoven | Wuppertal II |          |
| A        | Benedikt Schröder  | Wuppertal II |          |

## Risultati

### Regionalliga

#### Girone di andata
| Arbitro: | Metzen |

|           |           |              |
| Weikl 48’ | Marcatori | 7’ Güvenışık |

| Arbitro: | Foltyn |

|                    |           |                                       |
| Meha 60’ Kraus 62’ | Marcatori | 37’, 79’ Heppke 38’ Assauer 74’ Ernst |

| Arbitro: | Kunzmann |

|              |           |              |
| Kastrati 79’ | Marcatori | 19’ Marzullo |

| Arbitro: | Skorczyk |

|                             |           |            |
| Hasanbegović 6’ Öztekin 38’ | Marcatori | 42’ Pagano |

| Arbitro: | Siewer |

|                 |           |  |
| Assauer 8’, 20’ | Marcatori |  |

| Arbitro: | Brauer |

|                           |           |  |
| Stachnik 69’ Aydogmus 78’ | Marcatori |  |

| Arbitro: | Schröder |

|                       |           |                                      |
| M.Holt 4’ Assauer 39’ | Marcatori | 34’, 80’ Pourié 41’ Stark 90’ Streit |

| Arbitro: | Günsch |

|                                |           |                                 |
| Freiberger 45’ Zech 90’ (rig.) | Marcatori | 27’ Moosmayer 59’ (rig.) Heppke |

| Arbitro: | Schwegler |

|                  |           |  |
| Assauer 14’, 35’ | Marcatori |  |

| Arbitro: | Schmitt |

|                               |           |  |
| Siefkes 47’ Weiler 70’ (rig.) | Marcatori |  |

| Arbitro: | Ehlers |

|              |           |  |
| Moosmayer 7’ | Marcatori |  |

| Arbitro: | Zacher |

|                            |           |                 |
| Fischer 53’ Karapetyan 90’ | Marcatori | 32’, 40’ Pagano |

| Arbitro: | Göpferich |

|               |           |             |
| Moosmayer 13’ | Marcatori | 40’ Podszus |

| Arbitro: | Wijnen |

|         |           |            |
| Uth 74’ | Marcatori | 47’ Pagano |

| Arbitro: | Stegemann |

|             |           |  |
| Assauer 28’ | Marcatori |  |

| Arbitro: | Schaal |

|                                 |           |               |
| Hoffer 17’, 35’, 86’ Wooten 42’ | Marcatori | 31’ Moosmayer |

| Arbitro: | Brand |

|                                       |           |                           |
| Incilli 8’ (aut.) Kastrati 52’ (rig.) | Marcatori | 4’ Gaus 63’ (rig.) Christ |

#### Girone di ritorno
| Arbitro: | Siebert |

|                             |           |                                |
| Güvenışık 65’ Ornatelli 87’ | Marcatori | 21’ Kastrati 60’ (rig.) M.Holt |

| Arbitro: | Nowak |

|            |           |                                      |
| Pagano 68’ | Marcatori | 2’ (rig.) Kuduzovic 32’, 86’ Kulabas |

| Arbitro: | Heitmann |

|             |           |                        |
| Mustafi 53’ | Marcatori | 67’ Hammouchi 77’ Zent |

| Arbitro: | Beck |

|                                   |           |             |
| Assauer 27’ Pagano 75’ Trisic 89’ | Marcatori | 12’ Vrančić |

| Arbitro: | Steffens |

|              |           |                         |
| Grimaldi 34’ | Marcatori | 43’ Kastrati 90’ M.Holt |

| Arbitro: | Helwig |

|             |           |  |
| Assauer 86’ | Marcatori |  |

| Arbitro: | Reichel |

|                                           |           |  |
| Weber 32’ Langlitz 55’ Glowacz 72’ (rig.) | Marcatori |  |

| Arbitro: | Münch |

|            |           |  |
| M.Holt 84’ | Marcatori |  |

| Arbitro: | Schwermer |

|                               |           |                                   |
| Degelmann 33’ Stiepermann 46’ | Marcatori | 26’, 70’ (rig.) M.Holt 65’ Pagano |

| Arbitro: | Frömel |

|                                    |           |                                     |
| Zinke 34’ Heppke 36’ Moosmayer 68’ | Marcatori | 26’, 86’ Zięba 48’ Sand 66’ Steffen |

| Arbitro: | Schaal |

|                        |           |                                     |
| Burgio 48’ Banouas 60’ | Marcatori | 34’ M.Holt 45’ Moosmayer 90’ Pagano |

| Arbitro: | Schmickartz |

|            |           |                            |
| Trisic 47’ | Marcatori | 14’ Englert 63’, 69’ Güral |

| Arbitro: | Athanassiadis |

|  |           |                        |
|  | Marcatori | 39’ Assauer 61’ M.Holt |

| Arbitro: | Ehlers |

|                                    |           |               |
| M.Holt 34’ (rig.) Assauer 58’, 75’ | Marcatori | 56’, 83’ Yabo |

| Arbitro: | Schmitt |

|                                    |           |            |
| Saur 16’ Haeder 74’, 81’ Röber 86’ | Marcatori | 83’ M.Holt |

| Arbitro: | Schröder |

|  |           |            |
|  | Marcatori | 35’ Wooten |

| Arbitro: | Heitmann |

|                                           |           |  |
| Abelski 2’, 44’ Wassey 78’ Windmüller 89’ | Marcatori |  |

## Statistiche

### Statistiche di squadra
| Competizione       | Punti | In casa | In casa | In casa | In casa | In casa | In casa | In trasferta | In trasferta | In trasferta | In trasferta | In trasferta | In trasferta | Totale | Totale | Totale | Totale | Totale | Totale | DR |
| Competizione       | Punti | G       | V       | N       | P       | Gf      | Gs      | G            | V            | N            | P            | Gf           | Gs           | G      | V      | N      | P      | Gf     | Gs     | DR |
| ------------------ | ----- | ------- | ------- | ------- | ------- | ------- | ------- | ------------ | ------------ | ------------ | ------------ | ------------ | ------------ | ------ | ------ | ------ | ------ | ------ | ------ | -- |
| Regionalliga ovest | 50    | 17      | 8       | 4       | 5       | 26      | 23      | 17           | 6            | 4            | 7            | 26           | 36           | 34     | 14     | 8      | 12     | 52     | 59     | -7 |
| Totale             | 50    | 17      | 8       | 4       | 5       | 26      | 23      | 17           | 6            | 4            | 7            | 26           | 36           | 34     | 14     | 8      | 12     | 52     | 59     | -7 |

### Andamento in campionato
| Giornata  | 1 | 2 | 3 | 4 | 5 | 6 | 7  | 8  | 9  | 10 | 11 | 12 | 13 | 14 | 15 | 16 | 17 | 18 | 19 | 20 | 21 | 22 | 23 | 24 | 25 | 26 | 27 | 28 | 29 | 30 | 31 | 32 | 33 | 34 |
| --------- | - | - | - | - | - | - | -- | -- | -- | -- | -- | -- | -- | -- | -- | -- | -- | -- | -- | -- | -- | -- | -- | -- | -- | -- | -- | -- | -- | -- | -- | -- | -- | -- |
| Luogo     | C | T | C | T | C | T | C  | T  | C  | T  | C  | T  | C  | T  | C  | T  | C  | T  | C  | T  | C  | T  | C  | T  | C  | T  | C  | T  | C  | T  | C  | T  | C  | T  |
| Risultato | N | V | N | P | V | P | P  | N  | V  | P  | V  | N  | N  | N  | V  | P  | N  | N  | P  | V  | V  | V  | V  | P  | V  | V  | P  | V  | P  | V  | V  | P  | P  | P  |
| Posizione | 5 | 1 | 5 | 9 | 5 | 8 | 11 | 12 | 11 | 11 | 11 | 12 | 10 | 11 | 11 | 11 | 11 | 13 | 13 | 12 | 10 | 8  | 7  | 9  | 7  | 7  | 8  | 7  | 7  | 7  | 6  | 7  | 7  | 8  |

Legenda:

Luogo: C = Casa; T = Trasferta. Risultato: V = Vittoria; N = Pareggio; P = Sconfitta.

### Statistiche dei giocatori
| J. Assauer       | 32 | 12 | 6 | 0 |
| A. Cabuk         | 1  | 0  | 0 | 0 |
| D. Ernst         | 17 | 1  | 0 | 0 |
| M. Großkreutz    | 19 | 0  | 2 | 0 |
| D. Grün          | 0  | 0  | 0 | 0 |
| F. Haas          | 25 | 0  | 3 | 1 |
| J. Hammes        | 0  | 0  | 0 | 0 |
| R. Hammouchi     | 26 | 1  | 1 | 1 |
| M. Heppke        | 34 | 4  | 4 | 0 |
| M. Holt          | 29 | 10 | 3 | 0 |
| D. Kalaycı       | 0  | 0  | 0 | 0 |
| B. Kastrati      | 24 | 4  | 4 | 0 |
| D. Keita-Ruel    | 20 | 0  | 3 | 0 |
| S. Lorenz        | 11 | 0  | 1 | 1 |
| B. M'Bengue      | 7  | 0  | 0 | 0 |
| T. Moosmayer     | 32 | 6  | 4 | 1 |
| S. Pagano        | 31 | 8  | 4 | 0 |
| K. Rauhut        | 2  | 0  | 0 | 0 |
| S. Samulewicz    | 31 | 0  | 2 | 1 |
| W. Schattner     | 22 | 0  | 3 | 1 |
| B. Schröder      | 1  | 0  | 0 | 0 |
| B. Sube          | 2  | 0  | 0 | 0 |
| A. Tosun         | 1  | 0  | 0 | 0 |
| M. Trisic        | 14 | 2  | 3 | 0 |
| B. Weikl         | 13 | 1  | 4 | 0 |
| E. Zent          | 17 | 1  | 1 | 0 |
| S. Zinke         | 31 | 1  | 8 | 0 |
| L. van den Bergh | 23 | 0  | 4 | 0 |